# Phytometra faecata
Phytometra faecata är en fjärilsart som beskrevs av Otto Staudinger. Phytometra faecata ingår i släktet Phytometra och familjen nattflyn. Inga underarter finns listade i Catalogue of Life.